# 马来西亚—缅甸关系
马来西亚－缅甸关系是指马来西亚与缅甸历史上及现代的双边关系。两国在19世纪后期因被大英帝国吞并而建立直接联系，两国于1957年3月1日建交，此后双边关系友好顺利发展。

## 历史概况
缅甸与马来西亚在19世纪皆为大英帝国的殖民地，直到1948年、1958年各自脱离英国独立。当时缅甸仰光与槟榔屿就已经建立定期汽船客运航线，人员往来也较为频繁。1957年，两国建立大使级外交关系；1959年6月，缅甸在吉隆坡成立了外交代表机构，后来升级成大使馆。
马来西亚第四任首相马哈迪·莫哈末在数年间一直支持缅甸成为东盟成员国，在他的努力下，缅甸于1997年正式成为东盟成员。然而当缅甸全国民主联盟领导人翁山淑枝于2003年5月30日再次遭到军人政府的拘捕和禁锢时，马哈迪对此表示感到遗憾，同时警告缅甸政府若不理会全世界施压，缅甸可能会被驱逐出东盟。